# 1257년

## 연호
- 남송(南宋) 보우(寶祐) 5년
- 일본(日本) 고겐(康元) 2년 / 쇼카(正嘉) 원년
- 쩐 왕조(陳朝) 응우옌퐁(元豊) 7년

## 기년
- 고려(高麗) 고종(高宗) 44년
- 남송(南宋) 이종(理宗) 33년
- 몽골 몽케 칸 7년
- 쩐 왕조(陳朝) 태종(太宗) 33년

## 사건
- 몽고, 고려에 7차로 침입하다.

## 사망
- 5월 17일 - 고려(高麗)의 무신정권(武臣政權) 집권자(執權子) 최항
- 고려의 무신 최의가 유경, 김준등으로 인해 목숨을 잃음.